# Akodon siberiae
Akodon siberiae је врста глодара из породице хрчкова (лат. Cricetidae). 

## Распрострањење
Ареал врсте је ограничен на једну државу. Боливија је једино познато природно станиште врсте.

## Станиште
Станиште врсте су шуме. Висинско распрострањење је од око 1.833 до преко 3.000 метара надморске висине.

## Угроженост
Ова врста је на нижем степену опасности од изумирања, и сматра се скоро угроженим таксоном.